# Crkavica
Crkavica ili bijela crkavica (Neophron percnopterus) je maleni strvinar Starog svijeta koji živi od jugozapadne Europe i sjevera Afrike do juga Azije. Jedini je pripadnik roda Neophron.

## Taksonomija
Postoje tri priznate podvrste crkavice:
- N. p. percnopterus, ima najveću rasprostranjenost, od juga Europe, preko sjevera Afrike, Bliskog istoka, Srednje Azije do sjeverozapada Indije
- N. p. ginginianus, najmanja podvrsta, nastanjuje većinu Indije
- N. p. majorensis, crkavica s Kanarskih otoka, najveća podvrsta s najmanjom rasprostranjenošću (nastanjuje samo istok Kanarskih otoka)

## Opis
Odrasle crkavice su obično duge 85 cm od kljuna do vrha repa, s rasponom krila od 1,7 metara. Teške su 2,1 kilogram.
Odrasli su bijele boje, s malo crnog perja na krilima i repu. Zbog svojih navika - čekanja na svoj red kod strvina na obično prašnjavom tlu - perje se brzo uprlja, pa je prije mitarenja više bež boje nego čisto bijele.
Crkavice se također ponekada "boje" zemljom kao i kostoberine, nakon čega njihovo perje bude pomalo ružičasto; odatle potiče njemački naziv za ovu pticu, Schmutzgeier ("blatnjavi lešinar"). Koža na licu je žuta i postane narančasta za vrijeme sezone parenja, i na njoj nema perja. Rep je oblika dijamanta i u letu je stoga uočljiv. Međutim, oblik repa znači da je crkavica sporo leti i loše manevrira. 
Ptići su tamnosmeđi i postepeno postaju svjetliji dok ne postanu odrasli s pet godina.

## Rasprostranjenost
Crkavice su vrlo rasprostranjene i žive na jugu Europe, sjeveru Afrike i zapadu i jugu Azije.
Povremeno se sele, ovisno o klimi. Ako crkavica može izdržati zimu, obično se neće seliti. Nije dobro prilagođena hladnoći jer je relativno malena vrsta.

## Ponašanje

### Upotreba alata
Crkavica je jedna od vrsta koje koriste alate. Koristi maleno kamenje da bi slomila debelu ljusku nojevih jaja podižući ga i udarajući njime o jaje. Dokazano je da je ovo instinktivno ponašanje, jer crkavica koja nije bila u kontaktu s drugim crkavicama svejedno zna upotrijebiti ovu tehniku.

### Ishrana
Crkavice su strvinari i uglavnom se hrane strvinama, ali također se hrane malenim sisavcima i jajima.
Zbog toga što je relativno malena, mora čekati svoj red kod strvina (prije nje se hrane lavovi, hijene i drugi lešinari).
Nezina glava i kljun su prilagođeni za ovakvo ponašanje: kao i kod drugih lešinara, crkavica ima golo lice (što se smatra prilagodbom njihovo ishrani, jer bi se hrana lijepila za perje) i dug kljun kojim može razderati meso.
Tanki kljun se također može provući kroz uske prostore između kostiju i doći do hrane do koje drugi lešinari ne mogu doprijeti.

### Razmnožavanje
Crkavica postaje spolno zrela s pet godina i razmnožava se kao i većina drugih ptica grabljivica. Pare se doživotno. Grade gnijezda na liticama i padinama na nepristupačnim mjestima. I mužjak i ženka grade gnijezdo. Koriste grane, smeće i ostatke hrane (poput kostiju, oklopa kornjača i sl.). Nose materijal za gnijezdo u kljunu, za razliku od drugih grabljivica, koje umjesto toga koriste kandže. Ženka nese dva bijela jajeta s tamnosmeđim pjegama u intervalima od nekoliko dana.
Ovo se uglavnom dešava između kraja ožujka i kraja travnja.

## Očuvanje
Populacija crkavice se smanjuje na mnogim prostorima, a često u velikom broju. U Europi i Srednjem istoku ih je upola manje nego prije dvadeset godina, a populacija u Indiji i jugozapadnoj Africi su potpuno opale. IUCN ih je 2007. stavio na popis ugroženih vrsta.

## Vanjske poveznice
|  | Zajednički poslužitelj ima stranicu o temi Neophron percnopterus    |
|  | Zajednički poslužitelj ima još gradiva o temi Neophron percnopterus |
|  | Wikivrste imaju podatke o taksonu Neophron percnopterus             |